# Iola (Texas)
Iola est une ville du comté de Grimes  au Texas, aux États-Unis,. Elle est incorporée le 6 novembre 2007.

## Démographie
Lors du recensement de 2010, la ville comptait une population de 401 habitants. Elle est également estimée, en 2016, à 416 habitants.

### Source de la traduction
- (en) Cet article est partiellement ou en totalité issu de l’article de Wikipédia en anglais intitulé « Iola, Texas » (voir la liste des auteurs).